# 中国少数民族
中国少数民族指中华人民共和国定义的境内的非汉族人口。

## 概要
中华人民共和国承认境内除汉族外存在55个少数民族。截至2020年，官方定義的少数民族人口占中国大陆人口的8.89%。除了官方定义的少数民族外，一些中国公民私下将自己归类为未被承认的少数民族，例如中国犹太人、图瓦人和伊犁人社区，以及衛拉特人和日本社区。
在中文里，“民族”是指“国籍”或“民族”（如族群）——这与苏联的民族概念一致。人类学中的“族群”概念与中国或苏联的由国家定义的民族概念不完全一致，使一些学者改用“族群”一词。明确提及种族。包括“少数民族”在内，孙中山使用“中华民族”一词来反映他的信念，即中国所有民族都是中华民族的一部分。
中华人民共和国正式承认的少数民族包括居住在中国大陆的少数民族和台湾原住民。然而，中华人民共和国不接受“原住民”一词或其变体，因为这可能表明汉人不是台湾的原住民，或者台湾不是中国的核心领土。此外，截至 2020年，中华民国政府正式承认 16 个台湾原住民部落，中华人民共和国将它们全部归为一个民族，即高山少数民族。不愿承认源自日本殖民时代日本人类学家工作的种族分类。（尽管并非所有台湾原住民都在山区拥有传统领地；例如，道族传统上居住在兰屿岛。）香港和澳门地方政府不采用这种民族分类系统，因此数字中华人民共和国政府将这两个领土排除。

## 中国民族史

### 早期历史
纵观有记载的中国历史，中国作家几乎没有尝试将民族、文化和族裔的概念分开。那些不受帝国控制和中国文化主导模式影响的人被认为是独立的人群，无论他们今天是否会被视为一个独立的民族。汉族的自我概念化很大程度上是围绕着这种中心与边缘的文化鸿沟展开的。因此，历史上的汉化进程与帝国统治和文化的传播有关，也与实际的民族迁移有关。

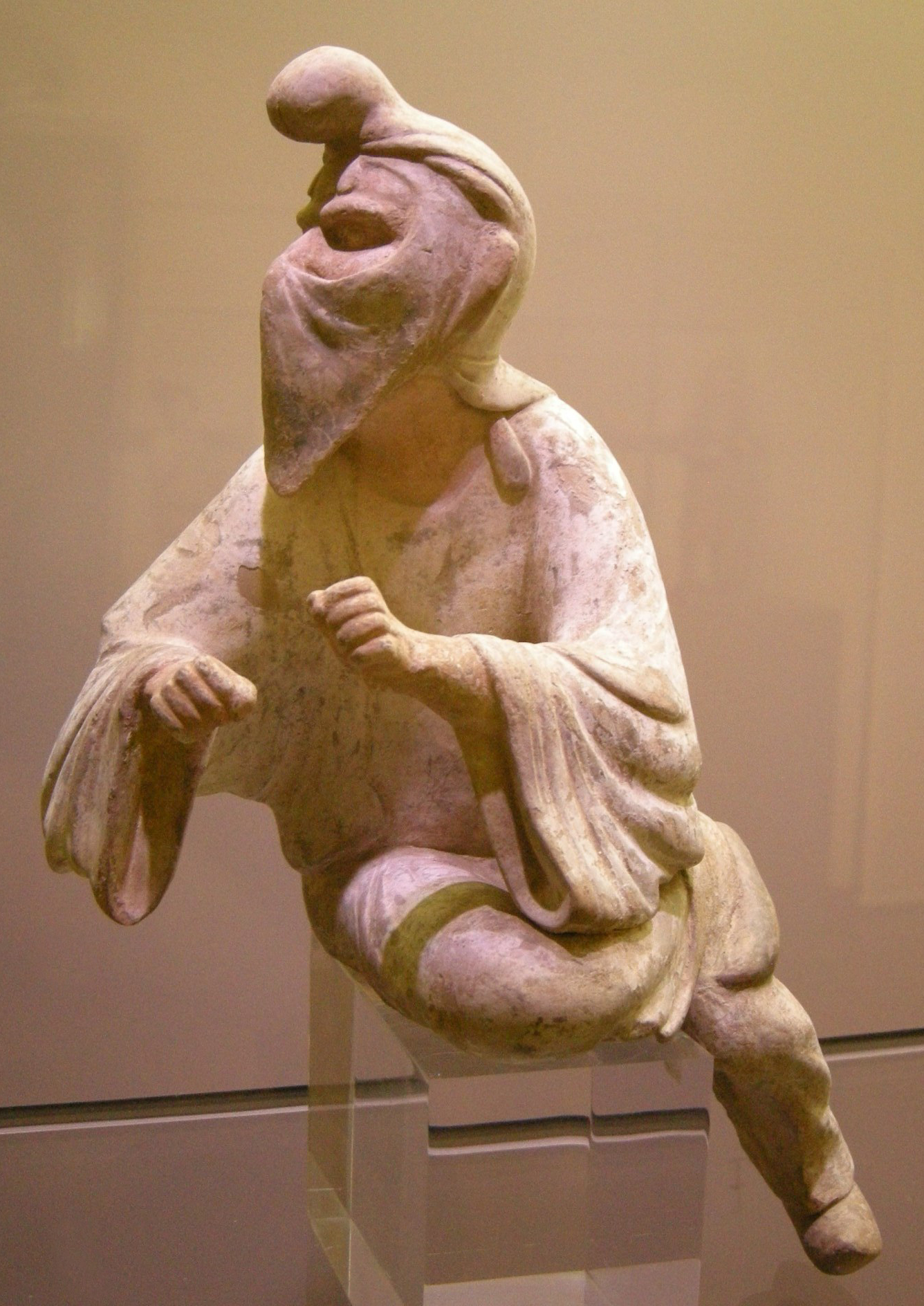
8世纪的中国唐代泥人，一个戴着独特的帽子和面纱的粟特人(一个伊朗东部的人)，可能是骑骆驼的人，甚至是在火庙参加仪式的琐罗亚斯德教牧师，因为面纱是用来避免呼吸或唾液污染圣火的;意大利东方艺术博物馆(都灵)。

这种理解一直持续到 1949 年共产党掌权（清朝在西方思想的引入下发生了一些变化）。他们对少数民族的理解深受约瑟夫·斯大林的苏联模式的影响——邻国的情况也是如此。越南和老挝的共产主义政权 ——以及苏联对少数民族的定义并没有清楚地映射到中国的历史理解上。苏联对少数民族的看法是，一个民族是由具有共同语言、历史文化和领土的人组成的。这些人中的每个国家理论上都有权脱离提议的联邦政府。这与之前的思维方式不同，主要在于，不再将所有在帝国统治下的人定义为中国人，而是将民族（定义为权力投射的空间）和族群（被统治者的身份）定义为中国人。分离受中央统治不再自动意味着被定义为中国人。苏联模式应用于中国，产生了中国的自治区；这些地区被认为是自己的国家，理论上享有中央政府的自治权。
二战期间，美国亚洲协会在其学术期刊《亚洲》第40卷上发表了一篇文章，讨论中国穆斯林是否属于中国人还是一个单独的“少数族裔”问题，以及导致这两种分类的因素。它解决了为什么中国穆斯林被视为与其他中国人不同的种族的问题，以及中国所有穆斯林是否统一为一个种族的单独问题。第一个问题是与中国佛教徒进行比较时提出的，中国佛教徒不被视为一个单独的种族。其结论是，中国穆斯林被视为独立的原因是由于宗教、文化、军事封建主义等不同因素，将他们视为“少数民族”是错误的。它还得出结论，日本军方发言人是唯一宣扬中国穆斯林具有“种族团结”这一错误论断的人，这一论点被中国穆斯林由众多不同种族组成的事实所驳斥。正如“德国人和英国人”之间的相互关系，例如贺州的蒙古回族、青海的撒拉回族和突厥斯坦的禅头回族。日本人试图散布中国穆斯林是一个种族的谎言，以宣扬他们应该从中国分离出来成为一个“独立的政治组织”

### 中华人民共和国的民族划分
中华人民共和国的早期文件，例如1982年宪法，沿袭了苏联在族群意义上识别“民族”的做法（该概念不应与国家公民身份混淆）。民国时期从日语借用的中文术语“民族” ，翻译了这个苏联概念。“国籍”的英文翻译（官方文件中常见）再次沿用了苏联的做法；然而，为了避免混淆，经常使用“族裔”或“族裔群体”等替代用语。由于
人类学的“族群”概念与中国或苏联的概念（毕竟是由国家定义和规范的）并不完全一致，一些学者使用新词“族群”来明确地指称族群。
1949年以后，一群社会科学家聚集起来，对各种民族进行了列举。一个迫在眉睫的困难是，“实地”的身份不一定能从逻辑上遵循共同的语言或文化等事物；两个相邻的地区可能看似拥有共同的文化，但又坚持自己独特的身份。由于这会导致荒谬的结果——每个村庄都很难派出代表参加全国人民代表大会——社会科学家试图以语言作为区分的主要标准来构建连贯的少数民族群体。因此，一些文化习俗和历史截然不同的村庄被归为同一个民族名称。例如，“壮族”在很大程度上是广西各山村的统称。
对少数群体和非少数群体的实际人口普查进一步削弱了社会科学家所制定的明确区分界限。个人的种族地位通常是根据家谱历史来授予的。如果一个人的父亲（或母亲，对于被认为是母系的民族）的姓氏被认为属于特定民族，那么这个人就会被授予令人垂涎的少数民族地位。结果是，以前认为自己是同质的、本质上是汉族的村庄现在被分为有民族身份的村庄和没有民族身份的村庄。
编制了所有种族群体名单的社会科学家团队还描述了他们认为每个群体之间的关键区别属性，包括文化、习俗和语言。然后，该中心利用这份属性清单来选择每个群体的代表在电视和广播中表演，试图强化政府对中国作为一个多民族国家的叙述，并防止少数民族文化被少数民族同化。汉和世界其他地方。然而，随着现代技术的发展，这些尝试收效甚微。事实上，许多被标记为特定少数群体的人与媒体中以“他们的人民”的形象和表现形式呈现的音乐、服装和其他做法没有任何关系。
在此过程中，1954年第一次全国人口普查确认了39个民族。 1964年第二次全国人口普查进一步增加到54个，1965年又增加了珞巴族。最后一次变化是1979年增加了基诺族，使承认的民族数量达到目前的56个。

### 改革开放
然而，随着1979年后中国的开放和改革，许多汉人有了足够的钱开始旅行。富人最喜欢的旅行经历之一就是参观少数民族地区，看看少数民族的异域风情。为了响应这种兴趣，许多少数民族企业家，尽管他们自己可能从未练习过舞蹈、仪式或歌曲，但他们开始通过表演类似于老一辈或当地人的行为来迎合这些游客。居民告诉。这样，壮族或其他少数民族群体开始与他们的同族人有更多的共同点，因为他们为了满足消费者对其表演的经济需求而采取了相似的自我概念。

1983年中国民族语言地图.

对55个少数民族进行分类，是从1911年孙中山上台的国民党政府否认中国不同民族存在的政策迈出的一大步，同时也实行共同使用。使用贬义名称来指代少数群体（这一做法于 1951 年被正式废除）。然而，共产党的分类也遭到了猛烈的批评，因为它将承认的民族数量减少了八倍，如今“未分類民族”的总人数超过73万。这些群体包括 𱎼家、克木、苦聰、莽、僜、夏爾巴、八甲和犹太。
南斯拉夫解体和苏联解体后，中国官方对少数民族的概念发生了转变：不再将他们定义为“民族”，而是将他们定义为“族群”。正如乌拉丁·额尔登-布拉格所说，“民族”和“族群”之间的区别在于，前者将中国的少数民族视为具有“功能齐全的分工”、历史和领土的社会，而后者则将少数民族视为具有“充分功能分工”、历史和领土的社会。作为一个“类别”，并侧重于他们对边界的维护以及与大多数群体的关系的自我定义。这些变化反映在“民族”一词的使用及其翻译中。1995年，官方刊物《民族团结》英文名称由Nationality Unity更名为Ethnic Unity，以及中央民族大学更名为Minzu University of China。学者们开始更喜欢“族群”一词而不是“民族”。新中国成立时建立的中国少数民族识别和分类模式沿袭了苏联模式，其灵感来自约瑟夫·斯大林1953年确定少数民族的“四个共准”：（1）独特的语言；（2）被承认的土著家园或共同领土；（3）共同的经济生活；（4）强烈的认同感和独特的习俗，包括服饰、宗教和食物。
苏联解体后，中国国内的知识分子和政策制定者开始认为，指定少数群体可能对国家构成威胁。新疆和西藏的暴力事件为这一论点提供了证据。北京大学教授马蓉认为，中国共产党无意中创造了一种“二元结构”的治理结构，在这种结构中，给予公认的民族群体的代表权和身份会增加民族文化差异并造成社会冲突。他建议实行新的民族融合和同化政策。马云和其他人提出的这些建议在当时引起了争议，但它们后来在习近平政府的政策核心中占有一席之地。习近平将国家政策转向同化，他称之为“民族大融合”或“血脉与思想的融合”。
2020年，汉族人被任命为国家民委主任，这是自1954年以来首次。

## 族群
另请参阅：中国少数民族列表

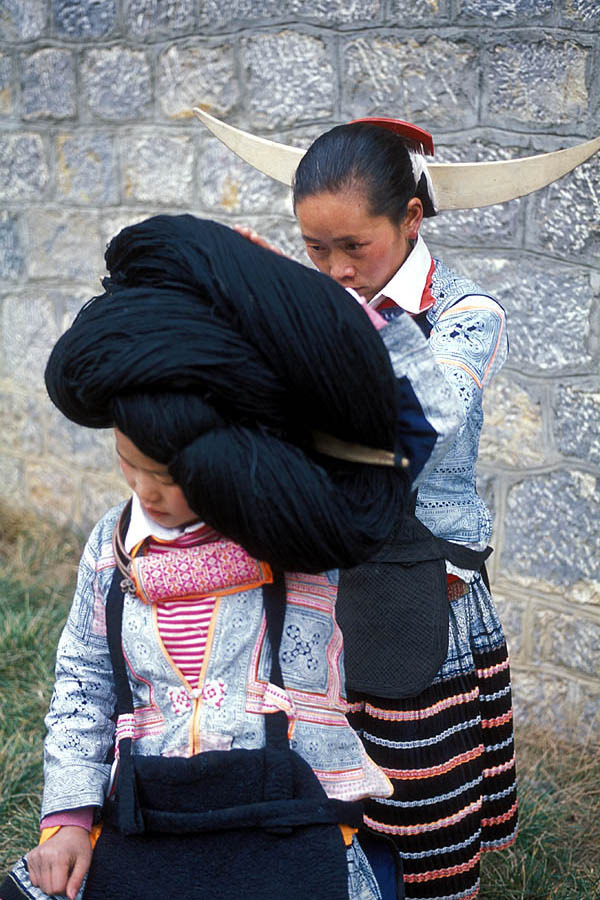
长角族，贵州省西部织金县苗族的一个小民系

中国正式由 56 个民族组成（55 个少数民族加上占主导地位的汉族）。然而，中国政府划分的一些民族内部包含着不同的人群。例如，苗族的各个群体讲苗族语、壮侗语和汉语的不同方言，并实行各种不同的文化习俗。在许多国家，公民的少数民族身份是通过他们对少数民族的自我认同来定义的，而在中国，少数民族（小数民族）是在出生时就被确定的，这种做法可以追溯到中华人民共和国的成立，当共产党委托研究小组根据研究小组对中国不同地区少数民族的社会历史、经济生活、语言和宗教的调查，对群体进行分类和划分。
族群之间的变异程度并不一致。许多民族被描述为具有不同于其他少数民族和占主导地位的汉族的独特特征，但也有一些民族与汉族多数群体非常相似。大多数回族除了信奉伊斯兰教之外，与汉族没有什么区别，而且大多数满族被认为在很大程度上已融入占主导地位的汉族社会。
中国官方认定的 55 个少数民族主要分布在中国的南部、西部和北部。只有西藏自治区和新疆维吾尔自治区的少数民族人口占多数，而中国其他省、市和地区均以汉族为主。在北京，汉族人口占总人口的近96%，而少数民族人口占4.31%，即584,692人（截至2008年）。中国国内有关少数民族的大部分对话普遍将少数民族描绘成在走向现代化和现代性的过程中远远落后于汉族。

### 人口统计
根据2005年的抽样调查，最大的民族汉族约占总人口的91.9%。人口第二多的民族包括壮族（1800万）、满族（1000万）、回族（1000万）、苗族（900万）、维吾尔族（800万）、彝族（780万）、土家族（8百万）、蒙古族（580 万）、藏族（540 万）、布依族（300 万）、瑶族（310 万）和朝鲜族（250 万）。少数民族人口由于不受独生子女政策影响而增长较快。

### 民族列表
以下列出中华人民共和国官方承认的56個民族。 
| 中文名稱   | 标准罗马字母拼写法/标准字母代码 | 标准数字代码 | 拼音         | 2021年人口    |
| ---------- | ------------------------------- | ------------ | ------------ | ------------- |
| 汉族       | Han/HA                          | 01           | Hàn Zú       | 1,284,446,389 |
| 蒙古族     | Mongol/MG                       | 02           | Měnggǔ Zú    | 6,290,204     |
| 回族       | Hui/HU                          | 03           | Huí Zú       | 11,377,914    |
| 藏族       | Zang/ZA                         | 04           | Zàng Zú      | 7,060,731     |
| 维吾尔族   | Uyghur/UG                       | 05           | Wéiwúěr Zú   | 11,774,538    |
| 苗族       | Miao/MH                         | 06           | Miáo Zú      | 11,067,929    |
| 彝族       | Yi/YI                           | 07           | Yí Zú        | 9,830,327     |
| 壯族       | Zhuang/ZH                       | 08           | Zhuàng Zú    | 19,568,546    |
| 布依族     | Buyei/BY                        | 09           | Bùyī Zú      | 3,576,752     |
| 朝鮮族     | Chosen/CS                       | 10           | Cháoxiǎn Zú  | 1,702,479     |
| 满族       | Man/MA                          | 11           | Mǎn Zú       | 10,423,303    |
| 侗族       | Dong/DO                         | 12           | Dòng Zú      | 3,495,993     |
| 瑶族       | Yao/YA                          | 13           | Yáo Zú       | 3,309,341     |
| 白族       | Bai/BA                          | 14           | Bái Zú       | 2,091,543     |
| 土家族     | Tujia/TJ                        | 15           | Tǔjiā Zú     | 9,587,732     |
| 哈尼族     | Hani/HN                         | 16           | Hāní Zú      | 1,733,166     |
| 哈薩克族   | Kazak/KZ                        | 17           | Hāsàkè Zú    | 1,562,518     |
| 傣族       | Dai/DA                          | 18           | Dǎi Zú       | 1,329,985     |
| 黎族       | Li/LI                           | 19           | Lí Zú        | 1,602,104     |
| 傈僳族     | Lisu/LS                         | 20           | Lìsù Zú      | 762,996       |
| 佤族       | Va/VA                           | 21           | Wǎ Zú        | 430,977       |
| 畲族       | She/SH                          | 22           | Shē Zú       | 746,385       |
| 高山族     | Gaoshan/GS                      | 23           | Gāoshān Zú   | 3,479         |
| 拉祜族     | Lahu/LH                         | 24           | Lāhù Zú      | 499,167       |
| 水族       | Sui/SU                          | 25           | Shuǐ Zú      | 495,928       |
| 東鄉族     | Dongxiang/DX                    | 26           | Dōngxiāng Zú | 774,947       |
| 納西族     | Naxi/NX                         | 27           | Nàxī Zú      | 323,767       |
| 景頗族     | Jingpo/JP                       | 28           | Jǐngpō Zú    | 160,471       |
| 柯爾克孜族 | Kirgiz/KG                       | 29           | Kēěrkèzī Zú  | 204,402       |
| 土族       | Tu/TU                           | 30           | Tǔ Zú        | 281,928       |
| 達斡爾族   | Daur/DU                         | 31           | Dáwòěr Zú    | 132,299       |
| 仫佬族     | Mulao/ML                        | 32           | Mùlǎo Zú     | 277,233       |
| 羌族       | Qiang/QI                        | 33           | Qiāng Zú     | 312,981       |
| 布朗族     | Blang/BL                        | 34           | Bùlǎng Zú    | 127,345       |
| 撒拉族     | Salar/SL                        | 35           | Sǎlá Zú      | 165,159       |
| 毛南族     | Maonan/MN                       | 36           | Màonán Zú    | 124,092       |
| 仡佬族     | Gelao/GL                        | 37           | Gēlǎo Zú     | 677,521       |
| 錫伯族     | Xibe/XB                         | 38           | Xībó Zú      | 191,911       |
| 阿昌族     | Achang/AC                       | 39           | Āchāng Zú    | 43,775        |
| 普米族     | Pumi/PM                         | 40           | Pǔmǐ Zú      | 45,012        |
| 塔吉克族   | Tajik/TA                        | 41           | Tǎjíkè Zú    | 50,896        |
| 怒族       | Nu/NU                           | 42           | Nù Zú        | 36,575        |
| 乌孜别克族 | Uzbek/UZ                        | 43           | Wūzībiékè Zú | 12,742        |
| 俄羅斯族   | Russ/RS                         | 44           | Éluōsī Zú    | 16,136        |
| 鄂温克族   | Ewenki/EW                       | 45           | Èwēnkè Zú    | 34,617        |
| 德昂族     | Deang/DE                        | 46           | Déáng Zú     | 22,354        |
| 保安族     | Bonan/BN                        | 47           | Bǎoān Zú     | 24,434        |
| 裕固族     | Yugur/YG                        | 48           | Yùgù Zú      | 14,706        |
| 京族       | Gin/GI                          | 49           | Jīng Zú      | 33,112        |
| 塔塔爾族   | Tatar/TT                        | 50           | Tǎtǎěr Zú    | 3,544         |
| 獨龍族     | Derung/DR                       | 51           | Dúlóng Zú    | 7,310         |
| 鄂倫春族   | Oroqen/OR                       | 52           | Èlúnchūn Zú  | 9,168         |
| 赫哲族     | Hezhen/HZ                       | 53           | Hèzhé Zú     | 5,373         |
| 門巴族     | Monba/MB                        | 54           | Ménbā Zú     | 11,143        |
| 珞巴族     | Lhoba/LB                        | 55           | Luòbā Zú     | 4,237         |
| 基諾族     | Jino/JN                         | 56           | Jīnuò Zú     | 26,025        |

### 不区分种族群体
“无特色”民族是指未经中央政府正式承认或分类的民族。该民族人口超过73万，如果作为一个民族，将成为中国人口第二十多的民族。该群体绝大多数分布在贵州省。
这些“无区别的族群”不包括那些被有争议地划分为现有群体的群体。例如，摩梭人被官方归类为纳西族，川庆人被归类为汉族，但他们拒绝这些分类，并将自己视为独立的民族。
中国大陆的外籍公民还使用另一个单独的标签进行分类：“外国人入中国籍” 。然而，如果新入籍的公民已经属于56个民族中公认的现有群体，那么他或她将被归入该民族，而不是特殊标签。

## 权益保障

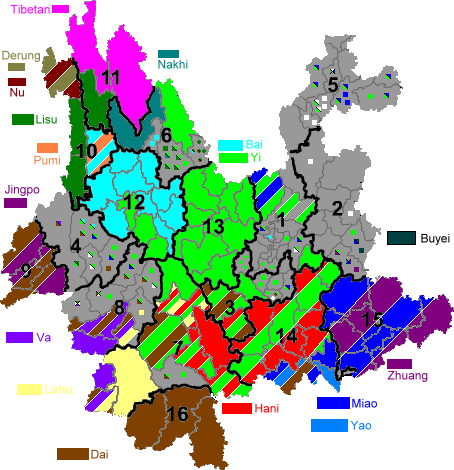
云南境内主要的民族自治地方。(不包括回族)

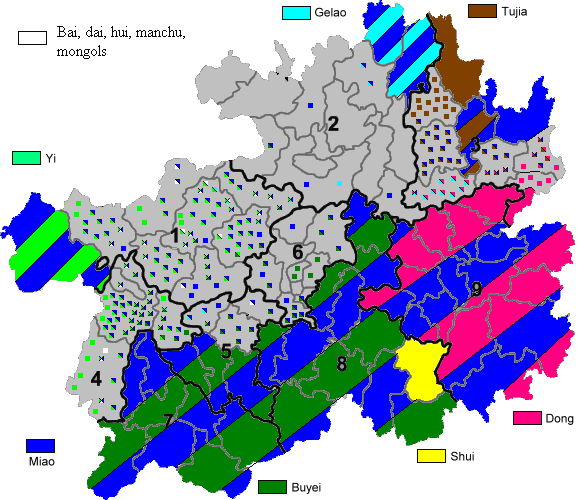
贵州境内主要的民族自治地方。(不包括回族)

中国宪法和法律保障各民族平等权利，有利于促进少数民族经济文化发展。宪法禁止歧视和不团结行为。 宪法第一百一十五条和第一百一十六条规定，在省级自治区和实行少数民族管理的自治州、县，地方各级人民代表大会“有权制定行使自治权和自治权的条例”。其他根据当地政治、经济、文化特点另行制定的规定”。
少数民族享有某些特殊豁免或优惠待遇，如不受独生子女政策的人口增长控制，具体情况因省而异，包括较低的税收起征点和较低的大学入学分数要求。中央政府认为，利用这些措施提高少数民族人力资本对于促进少数民族经济发展具有重要意义。少数民族在全国人民代表大会以及省、地级政府中都有代表。中国的一些少数民族居住在所谓的民族自治地方。这些“区域自治”保证少数民族有使用和发展本民族语言文字、维护本民族文化和社会习俗的自由。此外，中国政府还向少数民族地区提供优惠的经济发展和援助，並允许并鼓励少数民族入党。尽管中国的少数民族被赋予了特定的权利和自由，但许多少数民族仍然走向城市生活，以获得高薪工作。
少数民族广泛受益于中国的最低生活保障计划（称为“低保”），该计划于 1999 年在全国范围内推出，到 2012 年参与人数已接近 2000 万。选择过程的性质要求该计划的提供者积极主动并愿意参与其中。寻找贫困的潜在参与者，而不是像普遍实施的城镇居民基本医疗保险计划（URBMI）等更全面的福利计划。因此低保计划参与者的甄选过程在该计划的观察者中产生了一种看法，即该计划被用来减少异议并消除对政府的任何可能导致骚乱的威胁，包括对地方官员的负面绩效评估。

## 宗教及其最常见的信仰
- 佛教/道教——苗族、傈僳族、白族、布朗族、傣族、基诺族、京族、景颇族、蒙古族、满族、纳西族（包括摩梭族）、怒族、傣族、藏族、壮族（少数民族）、彝族（少数民族）和裕固族（“黄色维吾尔族”）。
- 东正教——俄罗斯人
- 伊斯兰教——回族、维吾尔族、哈萨克族、东乡族、吉尔吉斯族、撒拉族、塔吉克族、乌孜别克族、保安族、鞑靼族。
- 犹太教—开封犹太人
- 新教基督教——傈僳族（70%；参见傈僳族教堂）
- 萨满教/万物有灵论——达斡尔族、鄂温克族、鄂伦春族、赫哲族、独龙族。

## 中共领导层中的少数民族代表
中华人民共和国成立以来，中央委员会中少数民族占比例约为10%。中央委员会中的少数民族委员多为候补委员。十九大中，少数民族专职委员有16名。虽然55个少数民族中只有6个在中央委员中，中央委员会中少数民族成员的比例超过了中国少数民族人口的比例。少数民族仅约占中国人口的 7.5%，而 92% 是汉族，是主要民族。但大多数少数民族在中央委员会中的代表性仍然严重不足。
2012年，三位学者进行的一项研究《在共产党中取得进步：解释中央委员的进步》发现，少数族裔在考虑在国会晋升时具有优势。他们通过中国改革开放以来所实行的统一战线政策来解释这一现象。这些政策试图通过共同努力让少数民族参与国家政治来促进他们的稳定和合法性。因此，作者认为这就是少数民族在改革时期享有优势的原因。其他学者补充说，共产党渴望让少数民族进入政府，因为将少数民族纳入党的领导层进一步强化了中国想要描绘的“统一战线”。

## 拓展阅读
- Tang, Wenfang and He, Gaochao. "Separate but Loyal: Ethnicity and Nationalism in China." Policy Studies 56. East–West Center.
- China Ethnic Statistical Yearbook 2016 （页面存档备份，存于）